# Phyllachora guanacastica
Phyllachora guanacastica är en svampart som beskrevs av P.F. Cannon 1991. Phyllachora guanacastica ingår i släktet Phyllachora och familjen Phyllachoraceae.   Inga underarter finns listade i Catalogue of Life.